# Fattoria di Collecchio
La Fattoria di Collecchio è una storica fattoria padronale ubicata nell'area pianeggiante del comune di Magliano in Toscana (GR).

## Storia
Situata a ridosso dei Monti dell'Uccellina, la tenuta è sorta in epoca medievale come possedimento degli Aldobrandeschi. Nel corso del Trecento passò alla famiglia senese dei Marsili insieme ad altri terreni della zona e, nelle epoche successive, ha subito varie modifiche, tanto da far apparire il palazzo padronale prevalentemente in stile tardocinquecentesco. L'antico casolare era prevalentemente abitato dai pastori durante la stagione invernale; successivamente, i Marsili vi trasferirono le abitazioni padronali una volta abbandonate le vicine torri di loro proprietà. Nei primi anni del Novecento l'intera tenuta passò in eredità alla famiglia Vivarelli Colonna di Pistoia, i quali ne sono tuttora i possidenti.